# Од девет до пет
Од девет до пет (енгл. 9 to 5) је америчка комедија из 1980. године. Филм је један од комерцијално најуспешнијих филмова године, а песма 9 to 5 била је на првом месту на листи највећих хитова у Америци. Данас је то један од највећих хитова у музичкој каријери Доли Партон. Партонова је за ову композицију, коју је сама написала, била у конкуренцији за Оскара за најбољу песму. Поред тога, била је номинована и за Златни глобус за најбољу глумицу у комедији.
Филм прати животе три жене које раде у истој фирми. Њихов живот се своди на мукотрпан рад од девет до пет, пред будним оком  празноглавог шефа и његове умишљене асистенткиње. Комедија настаје када у једном тренутку њих три одлуче да ствари промене из корена.

## Радња
Џудит Бернли, која је после седам година брака била принуђена да тражи посао када је фирма њеног мужа банкротирала, а он сам прокоцкао сву њихову уштеђевину и побегао са својом секретарицом, добија посао секретарице у канцеларији велике америчке корпорације. , Цонсолидатед. Супервизор Вајолет Њустед, која је показује по радном месту, говори Џудит о две велике снимке. Прва кврга је директор канцеларије Френклин Харт млађи - тиранин и сексиста, друга је ништа мање непријатна Роз Кит, која је истовремено Хартов помоћник референта и његов доушник. Харт је скоро довео Џудит до суза првог дана на послу, када она не доживи да њен фотокопир апарат не ради. Уз то, Харт генерално малтретира све запослене у канцеларији, искоришћава их за непотребан рад, забрањује стављање личних ствари на столове (пошто сматра да „економија треба да буде економична“), због чега је атмосфера у канцеларији веома блеак. , а запослени не могу ни приватно да се жале, јер их Роуз Кит непрестано шпијунира и говори Харту све што кажу.
Коначно, долази тренутак када се фрустриране Џудит и Вајолет нађу у бару: Џудит, јер је Харт отпустио једну службеницу по имену Марија, јер је разговарала о њиховим платама са колегом (о чему га је Роуз обавестила), а Вајолет, јер не само то , Харт је све своје перформансе дао властима под својим именом, а дуго очекивано унапређење је дао и другом запосленом који је, прво, радио мање од Вајолет, и друго, он је мушкарац, а Харт изјављује Вајолет да учинио је то зато што „клијенти више воле да имају посла са мушкарцима“. Придружује им се још једна секретарица - згодна и натечена Дорали Роудс, која је бесна: Харт је дуго покушавао да је заведе, али Дорали, будући да је срећно удата, није ни помислила да узврати. У међувремену, други канцеларијски радници, видећи Хартове покушаје и не знајући целу слику у целини, почињу да мисле да Дорали спава са Хартом, због чега она не може да разуме зашто су сви тако хладни према њој. Сазнавши истину, она каже Харту да у торбици носи пиштољ и ако он поново шири прљаве гласине о њој, она ће га „од петла претворити у кокошку једним ударцем“.
Пронашавши џоинт марихуане коју је направио Виолетте, коју је направио њен син, одлазе до Доралијеве куће, где је запале. Жене маштају о томе шта ће радити са Хартом: Џуди замишља како је цела канцеларија отворила препад на Харта, који ловци организују за животиње. Док се Харт крије у својој канцеларији, у столици га дочекује Џудит, која испаљује последњи хитац и Хартова глава, попут ловачког трофеја, краси зид. Дорали се представља као жена каубој и Хартов шеф у исто време. Она покушава да га заведе баш као што он покушава да уради са њом у стварности, а када он покуша да побегне, Дорали баци ласо на њега и обеси га изнад ватре. Вајолет, наводећи да не може бити тако окрутна, себе замишља као Дизнијеву Снежану, која, окружена анимираним животињама, са вечним осмехом на лицу испуњава Хартове хирове. Када је замоли да му сипа кафу (што он заправо често захтева од ње, упркос њеном статусу супервизора), Вајолет, уз исти осмех, додаје отров у кафу. Када се Харту позли од пића и падне у столицу, Вајолет откотрља столицу до отвореног прозора. „Да ли је то зато што сам сексиста, егоиста, лажов и лицемерни разбојник?“ Харт је пита, на шта Вајолет узвикне „Бинго!“ гурне га кроз прозор.
Следећег дана, Вајолет, веома љута на Харта и, осим тога, ометена разговором са другим запосленим, не гледајући, грешком ставља арсен у Хартову кафу уместо шећера и узима му шољу. Харт се, припремајући се за пиће, превише завали у столицу и пада, ударивши се у главу, због чега губи свест (нема времена да попије отровану кафу, она се проспе). Он је хоспитализован, а после неког времена Вајолет открива шта је урадила и у паници жури у болницу. У међувремену, Харт долази себи и напушта болницу, одбијајући било какву помоћ лекара, верујући да желе да му отму додатни новац. Вајолет, не знајући то, грешком узима леш аутсајдера за Харта и одлучује да га украде како не би урадили обдукцију. Срећом, она, Џудит и Дорали врло брзо схватају своју грешку и кришом враћају леш у болницу. Пошто нису добиле никакве информације о Харту, жене одлучују да сачекају до следећег дана. Следећег дана, шокирани су када виде Харта живог, али након што сазнају да је уобичајена кврга на његовој глави јуче узрок његове болести, одлучују да забораве шта се догодило као ружан сан. Ипак, чује их „гонич“ Харт Роуз, о чему га обавештава. Харт зове Дорали код себе и почиње да уцењује: или интимност, или ће их предати полицији. Доралијина фантазија о дроги буди се из стреса кроз који је прошла и она повезује Харта телефонском жицом, а када он покушава да побегне, Џудит га пуца из Доралијиног пиштоља, али на срећу промашује. Међутим, Харт је сада уплашен и дозвољава женама да га стрпају у пртљажник и однесу у његов дом, где га везују за кревет, користећи одмор његове супруге Миси у иностранству.
Проведу ноћ размишљајући како да ућуткају Харта. Игром случаја, Вајолет проналази хипотеке за консолидовану опрему у једном од складишта, а након одласка тамо открива да је складиште празно: Харт је продао опрему, а новац од продаје присвојио. Сада је потребно само да се сачека потребна документа из рачуноводства, али она ће стићи тек за неколико недеља, што значи да ће Харт све ово време морати да буде закључан. Пошто су изградиле импровизовани систем који ограничава Хартово кретање по просторији, жене, пошто су научиле да кривотворе његов потпис, почињу да воде канцеларију у његово име. Они замењују смене по сату сменским радом, уводе програм поделе посла који омогућава људима да раде скраћено радно време, организују дневни боравак за оне запослене који имају децу и враћају на посао оне које је Харт претходно отпустио (укључујући Марију). Испоставило се да су сви, и у канцеларији и напољу, толико мрзели Харта или га се плашили да нико не обраћа пажњу на његово дуго одсуство, осим Роуз, али је жене шаљу у иностранство у школу језика.
Међутим, Миси се враћа са одмора раније него што је планирано, због чега Харт успева да се ослободи (док Миси не схвата да је био талац, пошто су Џудит, Вајолет и Дорали, знајући да су Хартови имали једнострану љубав, послали неколико пута јој у име мужа цвеће). Претварајући се да је наводно још везан, Харт, искористивши тренутак, пуни складиште опремом, а затим проналази Доралијев пиштољ и, држећи жене на нишану, води их до своје канцеларије, где је веома непријатно зачуђен променама које се тамо дешавају. Али тада у канцеларију неочекивано долази председник одбора Расел Тинсворси, који је одушевљен иновацијама, јер је продуктивност канцеларије драматично порасла. Харт је превише срећан да приписује заслуге за све што су жене учиниле, што га уништава, јер Тинсворси, у знак захвалности, одлучује да Харта пошаље у бразилску филијалу Консолидоване на наредних неколико година. Харту није драго због овога, али нема другог избора. Након што Тинсворти и Харт оду, Роуз се неочекивано враћа из школе језика, која у недоумици затиче Вајолет, Џудит и Дорали како славе дуго очекивану победу у Хартовој канцеларији. Затим следе натписи који откривају даљу судбину ликова: Вајолет је унапређена у потпредседника, Џудит се удала за мајстора за фотокопир апарате, а Дорали је напустила посао и постала певачица, о чему је раније сањала. Харта је ухватило амазонско племе у бразилској џунгли и нестало.

## Главне улоге
| Глумац          | Улога         |
| --------------- | ------------- |
| Џејн Фонда      | Џуди Бернли   |
| Лили Томлин     | Вајолет       |
| Доли Партон     | Дорали        |
| Дабни Колман    | Френклин Харт |
| Стерлинг Хејден | Расел         |
| Елизабет Вилсон | Роз           |